# Mufulira
Mufulira je město v Zambii. Nachází se v provincii Copperbelt na severu země, 16 km od hranice s Konžskou demokratickou republikou. Město má přibližně 182 tisíc obyvatel.  
Mufulira vznikla ve třicátých letech dvacátého století jako hornické město. Hlavními hospodářskými odvětvími jsou těžba mědi a výroba výbušnin.
Narodil se zde bývalý zambijský prezident Levy Mwanawasa.
Místní fotbalový klub Mufulira Wanderers FC je devítinásobným mistrem Zambie.